# جيري موران
جيري موران (بالإنجليزية: Jerry Moran)‏ هو مشاهير ومحامي وسياسي أمريكي، ولد في 29 مايو 1954 في الولايات المتحدة. حزبياً، نشط في الحزب الجمهوري.

## مناصب
- في انتخابات مجلس النواب الأمريكي 1996 [الإنجليزية]‏، انتخب عضو مجلس النواب الأمريكي عن دائرة الدائرة الكونغرسية الأولى في كانساس [الإنجليزية]‏ وقد انضم خلال فترته النيابية [الإنجليزية]‏ (7 يناير 1997 – 3 يناير 1999) للكتلة البرلمانية الحزب الجمهوري.
- في انتخابات مجلس النواب الأمريكي 1998 [الإنجليزية]‏، انتخب عضو مجلس النواب الأمريكي عن دائرة الدائرة الكونغرسية الأولى في كانساس [الإنجليزية]‏ وقد انضم خلال فترته النيابية (6 يناير 1999 – 3 يناير 2001) للكتلة البرلمانية الحزب الجمهوري.
- في انتخابات مجلس النواب الأمريكي 2000 [الإنجليزية]‏، انتخب عضو مجلس النواب الأمريكي عن دائرة الدائرة الكونغرسية الأولى في كانساس [الإنجليزية]‏ وقد انضم خلال فترته النيابية [الإنجليزية]‏ (3 يناير 2001 – 3 يناير 2003) للكتلة البرلمانية الحزب الجمهوري.
- في انتخابات مجلس النواب الأمريكي 2002 [الإنجليزية]‏، انتخب عضو مجلس النواب الأمريكي عن دائرة الدائرة الكونغرسية الأولى في كانساس [الإنجليزية]‏ وقد انضم خلال فترته النيابية [الإنجليزية]‏ (7 يناير 2003 – 3 يناير 2005) للكتلة البرلمانية الحزب الجمهوري.
- في انتخابات مجلس النواب الأمريكي 2004 [الإنجليزية]‏، انتخب عضو مجلس النواب الأمريكي عن دائرة الدائرة الكونغرسية الأولى في كانساس [الإنجليزية]‏ وقد انضم خلال فترته النيابية [الإنجليزية]‏ (4 يناير 2005 – 3 يناير 2007) للكتلة البرلمانية الحزب الجمهوري.
- في انتخابات مجلس النواب الأمريكي 2006 [الإنجليزية]‏، انتخب عضو مجلس النواب الأمريكي عن دائرة الدائرة الكونغرسية الأولى في كانساس [الإنجليزية]‏ وقد انضم خلال فترته النيابية [الإنجليزية]‏ (4 يناير 2007 – 3 يناير 2009) للكتلة البرلمانية الحزب الجمهوري.
- في انتخابات مجلس النواب الأمريكي 2008 [الإنجليزية]‏، انتخب عضو مجلس النواب الأمريكي عن دائرة الدائرة الكونغرسية الأولى في كانساس [الإنجليزية]‏ وقد انضم خلال فترته النيابية [الإنجليزية]‏ (6 يناير 2009 – 3 يناير 2011) للكتلة البرلمانية الحزب الجمهوري.
- في انتخابات مجلس الشيوخ في الولايات المتحدة 2010 [الإنجليزية]‏، انتخب عضو مجلس الشيوخ الأمريكي عن دائرة Kansas ‏ وقد انضم خلال فترته النيابية [الإنجليزية]‏ (5 يناير 2011 – 3 يناير 2013) للكتلة البرلمانية الحزب الجمهوري.
- في انتخابات مجلس الشيوخ في الولايات المتحدة 2010 [الإنجليزية]‏، انتخب عضو مجلس الشيوخ الأمريكي عن دائرة Kansas ‏ وقد انضم خلال فترته النيابية (3 يناير 2013 – 3 يناير 2015) للكتلة البرلمانية الحزب الجمهوري.
- في انتخابات مجلس الشيوخ في الولايات المتحدة 2010 [الإنجليزية]‏، انتخب عضو مجلس الشيوخ الأمريكي عن دائرة Kansas ‏ وقد انضم خلال فترته النيابية [الإنجليزية]‏ (3 يناير 2015 – 3 يناير 2017) للكتلة البرلمانية الحزب الجمهوري.
- في انتخابات مجلس الشيوخ في الولايات المتحدة 2016 [الإنجليزية]‏، انتخب عضو مجلس الشيوخ الأمريكي عن دائرة Kansas ‏ وقد انضم خلال فترته النيابية [الإنجليزية]‏ (3 يناير 2017 – 3 يناير 2019) للكتلة البرلمانية الحزب الجمهوري.
- انتخب عضو  [لغات أخرى]‏ (1996 – 1997).
- انتخب رئيس [الإنجليزية]‏ (1994 – 1995).
- انتخب نائب الرئيس (1993 – 1994).
- انتخب محامي (1987 – 1995).
- انتخب المدعي العالم لكانساس [الإنجليزية]‏ (1982 – 1985).
- انتخب Majority leader [الإنجليزية]‏ (1995 – 1997).
- انتخب نائب الرئيس (1993 – 1995).
- انتخب عضو مجلس ولاية كانساس (1989 – 1997).
- انتخب عضو مجلس النواب الأمريكي عن دائرة الدائرة الكونغرسية الأولى في كانساس [الإنجليزية]‏ (3 يناير 1997 – 3 يناير 2011).
- انتخب عضو مجلس الشيوخ الأمريكي عن دائرة كانساس (3 يناير 2011 – ).

## وصلات خارجية
- الموقع الرسمي